# Medalha Lorenz Oken
A Medalha Lorenz Oken (em alemão:  Lorenz-Oken-Medaille) da Gesellschaft Deutscher Naturforscher und Ärzte (GDNÄ) é concedida bianualmente. É denominada em memória de Lorenz Oken, fundador da GDNÄ. É destinada a reconhecer pesquisadores bem sucedidos no diálogo entre ciência e sociedade.

## Recipientes
- 1984: Hubert Markl
- 1986: Rudolf Kippenhahn
- 1988: Heinz Maier-Leibnitz
- 1990: Hans Rotta
- 1992: Peter Sitte
- 1994: Hermann Haken
- 1996: Jens Reich
- 1998: Jürgen Mittelstraß
- 2000: Lothar Jaenicke
- 2002: Ernst Peter Fischer
- 2004: Anton Zeilinger
- 2006: Barbara Hobom
- 2008: Equipe da redação "nano", representada por Helmut Riedl
- 2010: Joachim Treusch
- 2012: Hanns Ruder
- 2014: Hans-Jürgen Quadbeck-Seeger[1]
- 2016: Bert Hölldobler[2]
- 2017: Harald Lesch[3]
- 2019: Gert Scobel